# Rajd Rzeszowski 2008
17. Platinum Rajd Rzeszowski – 17. edycja Rajdu Rzeszowskiego. Był to rajd samochodowy rozgrywany od 8 do 9 sierpnia 2008 roku. Bazą rajdu było miasto Rzeszów. Była to szósta runda Rajdowych Samochodowych Mistrzostw Polski w roku 2008. Rajd składał się z dwunastu odcinków specjalnych.

## Wyniki końcowe rajdu[1]
| Miejsce | Kierowca             | Pilot              | Samochód                      | Czas      | Strata   | Grupa Klasa | Punkty |
| ------- | -------------------- | ------------------ | ----------------------------- | --------- | -------- | ----------- | ------ |
| 1       | Grzegorz Grzyb       | Przemysław Mazur   | Fiat Grande PuntoAbarth S2000 | 1:40:18.4 | -        | S2000       | 11     |
| 2       | Michał Bębenek       | Grzegorz Bębenek   | Mitsubishi Lancer Evo IX      | 1:40:51.4 | +33.0    | N4          | 8      |
| 3       | Kajetan Kajetanowicz | Maciej Wisławski   | Mitsubishi Lancer Evo IX      | 1:40:59.5 | +41.1    | N4          | 6      |
| 4       | Tomasz Kuchar        | Daniel Dymurski    | Peugeot 207 S2000             | 1:41:51.0 | +1:32.6  | S2000       | 5      |
| 5       | Paweł Dytko          | Maciej Gleixner    | Mitsubishi Lancer Evo IX      | 1:42:12.6 | +1:54.2  | N4          | 4      |
| 6       | Maciej Oleksowicz    | Andrzej Obrębowski | Subaru Impreza STi N12        | 1:45:00.0 | +4:41.6  | N4          | 3      |
| 7       | Zsolt Kakuszi        | Csaba Kakuszi      | Renault Clio S1600            | 1:48:56.6 | +8:38.2  | A6          | 0      |
| 8       | Marcin Dobrowolski   | Michał Dobrowolski | Citroën C2 R2                 | 1:49:44.4 | +9:26.0  | A6 R2B      | 2      |
| 9       | Jan Chmielewski      | Ireneusz Pleskot   | Citroën C2 R2                 | 1:51:17.7 | +10:59.3 | A6 R2B      | 1      |
| 10      | Robert Kujawski      | Rafał Rzemień      | Renault Clio R3               | 1:53:09.1 | +12:50.7 | A7          | 0      |